# Les Week-ends de Néron
Pour plus de détails, voir Fiche technique et Distribution.
Les Week-ends de Néron (Mio figlio Nerone) est un film franco-italien réalisé par Steno et sorti en 1956.

## Synopsis
Nous sommes dans la Rome antique sous le règne décadent de l'empereur Néron. Celui-ci, à demi fou, a choisi son palais en bord de mer pour préparer un grand spectacle dont il sera la vedette. Il est accompagné par son épouse Poppée, son conseiller Sénèque ainsi que sa suite au grand complet. Mais sa mère Agrippine vient contrarier son séjour en le rappelant à ses devoirs, la préparation de l’offensive contre Britannia. De plus en plus énervé par ses obligations et les dissensions qui règnent dans son entourage alors qu’il est obnubilé par son spectacle, Néron va péter les plombs et beaucoup de têtes vont tomber pour que nul ne l’empêche de donner ses représentations...

## Fiche technique
- Titre original : Mio figlio Nerone
- Titre français : Les Week-ends de Néron
- Réalisation : Steno assisté de Lucio Fulci
- Scénario : Steno, Sandro Continenza, Diego Fabbri, Ugo Guerra et Rodolfo Sonego d’après une histoire de ce dernier
- Décors : Piero Filippone
- Costumes : Veniero Colasanti
- Chorégraphie : Madi Obolensky
- Photographie : Mario Bava
- Son : Mario Messina
- Effets spéciaux : Mario Bava
- Montage : Guiliana Attenni, Mario Serandrei
- Musique : Angelo Francesco Lavagnino
- Production : Franco Cristaldi
- Sociétés de production : Les Films Marceau (France), Produzione Cinematografica FIDES (Italie), Titanus (Italie)
- Société de distribution : Les Films Marceau (France)
- Pays de production : France, Italie
- Langue originale : italien
- Format : couleur (Technicolor) — 35 mm — 2.35:1 (CinemaScope) — son monophonique
- Genre : Comédie, Film parodique, Péplum
- Durée : 88 minutes
- Dates de sortie : 
  - Italie : 13 septembre 1956
  - France : 11 octobre 1957

## Distribution

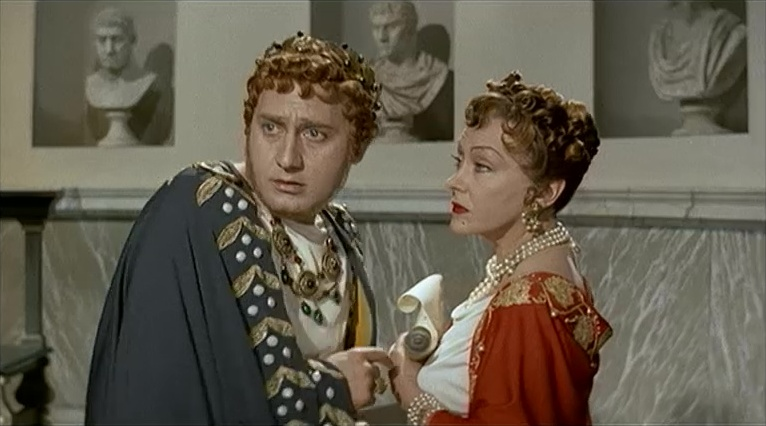
Alberto Sordi et Gloria Swanson

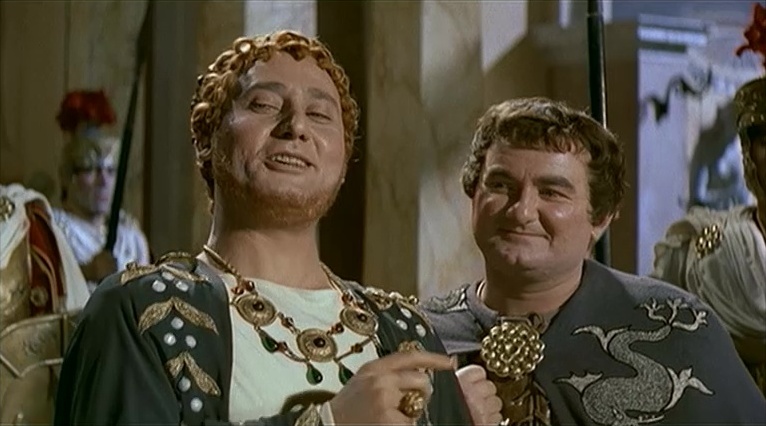
Alberto Sordi et Ciccio Barbi

- Alberto Sordi (VF : Michel Roux) : Néron
- Vittorio De Sica (VF : Roger Treville] : Sénèque
- Gloria Swanson : Agrippine
- Brigitte Bardot : Poppée
- Ciccio Barbi (VF : Albert Medina) : Aniceto
- Memmo Carotenuto : Creperio
- Mino Doro : Corbulone
- Enzo Furlai : Segimanio
- Agnese Dubbini : Ugolilla
- Giorgia Moll : Lidia
- Rina De Liguoro
- Giulio Calì

## Autour du film
Brigitte Bardot : « Comme dans tous les films italiens, qui sont postsynchronisés, le son n’a aucune importance. Chacun dit ce qu’il veut, et chacun dans sa langue. Je parlais français, Sordi et De Sica en italien, Swanson en américain. On tournait dans un charivari infernal, les machinistes clouaient le décor d’à côté pendant que le metteur en scène se faisait faire la barbe et injuriait le barbier qui lui faisait une estafilade. Au milieu de tout ce tintamarre, nous débitions nos âneries, conscients de notre talent, et indifférents à la stupidité de ceux qui ne savaient pas le reconnaître dans un silence déférent et respectueux. Moi qui avais vécu un « service militaire américain » sur le tournage d’Hélène de Troie, j’étais jetée tout de go dans le style débraillé des orgies romaines à la petite semaine… »